# Божий, Михаил Михайлович
Михаил Михайлович Божи́й (укр. Михайло Михайлович Божій 1911—1990) — советский, украинский художник-живописец. Народный художник СССР (1963). Лауреат Государственной премии Украинской ССР им. Т. Г. Шевченко (1974).

## Биография
Родился 7 (20) сентября 1911 года в Николаеве, в семье рабочего судоремонтного завода.
Первые картины художника («Стенька Разин» и «Ермак») были написаны масляными красками, которые остались после покраски родительского дома. Учился рисовать сначала по книгам, следуя указаниям из них рисовал с натуры: чайник, миску или примус, горящий в полумраке.
В 1930—1933 годах учился в Николаевском художественном техникуме у Д. Крайнева.
С 1933 года работал цинкографом и художником у редакции газеты, был оформителем улиц и площадей в Николаеве. В 1935 году участвовал в художественном оформлении Дома специалистов в Николаеве.
Часто писал портреты близких людей, с каждым разом совершенствуясь в портретном письме. Постепенно его техника становилась разнообразной и он уже писал не только маслом, но и пробовал углём, овладел техникой пастели.
В 1936 году по приглашению Одесской кинофабрики поступил в группу художников-мультипликаторов и переехал в Одессу. Работал также художником Одесского детского кинотеатра имени М. Фрунзе.
Первый показ картин художника состоялся в 1938 году, где он представил несколько своих портретных этюдов. Во время войны рисовал плакаты и сатирические картинки в Окнах ТАСС.
В послевоенные годы был художником художественно-производственных мастерских при Художественном фонде СССР.
Много работал над портретами представителей Советской армии, государственных деятелей, работников культуры (портрети Героя Советского Союза P. M. Кушлянского (1945), Д. 3. Мануильского (1947), заслуженой артистки УССР О. Я. Кусенко (1952) и др.).
В портретах раскрывал внутреннюю значительность человека: «Думы мои, думы» (1959—1960), «В. И. Ленин» (1959—1961), «Бетховен» (1968—1969).
Творческий путь художника — непрерывный поиск нового, безудержная работа над достижением идеала, что было связано с огромными требованиями художника к самому себе.
Депутат Верховного Совета СССР 6—7 созывов (1962—1970). Действительный член АХ СССР (1962). Член правления Союза художников СССР (с 1958).
Умер 1 января 1990 года в Одессе. Похоронен на 2-м Христианском кладбище Одессы.

## Семья
Был женат на Ольге Петровне Белоглазовой (1912—1995). Сын Святослав Михайлович Божий (1938—1999) — украинский живописец, заслуженный деятель искусств Украины, член Союза художников СССР с 1962 года.

## Награды и звания
- Заслуженный художник Украинской ССР (1957)[5]
- Народный художник Украинской ССР (1960)
- Народный художник СССР (1963)
- Государственная премия Украинской ССР им. Т. Г. Шевченко (1974) — за картины «В. И. Ленин», «XX век», «Новое время»
- Орден Трудового Красного Знамени
- Орден Дружбы народов
- Орден «Знак Почёта» (1951)[6]
- Медаль «За доблестный труд в Великой Отечественной войне 1941—1945 гг.»
- Медали
- Серебряная медаль Министерства культуры СССР — за полотно «Медсестра»
- Бронзовая медаль на Всемирной художественной выставке в Брюсселе (1958) — за полотно «Медсестра».

## Работы
- «Подмосковье», 1955
- «Портрет актрисы Л. Мациевской», 1947
- «Этюд», 1948
- «В. И. Ленин», 1949
- «Женский портрет», 1960
- «Таня, не моргай», 1954
- «Обнажённая», 1957
- «Вечер», 1950
- «Полдень», 1955
- «На ступенях», 1955
- «Отдых», 1958
- «Соседки», 1959
- «Девушка в белой кофте», 1961

Работы художника хранятся в Музее украинского изобразительного искусства (Киев), Музее Русского искусства (Киев), крупных художественных музеях бывшего СССР.

## Память
В 2019 году Департамент культуры, национальностей, религий и охраны объектов культурного наследия Одесской областной государственной администрации утвердил областную премию изобразительного искусства имени Михаила Божия.